# キオニ・ワックスマン
キオニ・ワックスマン（Keoni Waxman,1968年6月30日 - ）はアメリカ合衆国ハワイ州オアフ島ホノルル出身の映画監督、脚本家、映画プロデューサー。
1995年に監督した映画I Shot a Man in Vegasで、イタリアのMystFestにおける最高映画賞を受賞。また、ダービー・ブラックという別名義を使用することもある。
主にアクション映画やサスペンス映画を手がけており、2009年の『沈黙の逆襲』以降はスティーヴン・セガールと組んで映画製作を行うことが多い。近年はセガール主演のシリーズ『True Justice』シーズン2の製作総指揮を務めている。

## フィルモグラフィー
- I Shot a Man in Vegas (1995)　監督/脚本/製作
- 幻のマンハッタン ALMOST BLUE (1996)　監督/脚本/製作
- クリスマス黙示録 CHRISTMAS APOCALYPSE COUNTDOWN (1996)　監督/脚本
- スウィーパーズ SWEEPERS (1998)　監督/脚本
- バイオレンスロード THE HIGHWAYMAN (1999)　監督
- イントレピッド INTREPID (2000)　脚本
- 人質交渉人 THE HOSTAGE NEGOTIATOR (2001)　監督
- ローカルボーイズ LOCAL BOYS (2002)　脚本
- トレジャーアイランド LOST TREASURE (2003)　脚本
- ラッキーナンバー９ SHOOTING GALLERY (2005)　監督/脚本/製作
- 沈黙の逆襲 THE KEEPER (2009)　監督
- 沈黙の鉄拳 A DANGEROUS MAN (2009)　監督/脚本
- スティーヴ・オースティン ザ・ハンティング（en:Hunt to Kill）（2010年） 監督
- 沈黙の宿命 TRUE JUSTICE: DEADLY CROSSING (2010)　監督
- 沈黙の啓示 TRUE JUSTICE: DARK VENGEANCE (2010)監督
- 沈黙の神拳 TRUE JUSTICE: URBAN WARFARE (2010)監督
- 沈黙の監獄 MAXIMUM CONVICTION (2012)
- 沈黙の嵐 TRUE JUSTICE THE GHOST: VENGEANCE IS MINE (2012)　監督/脚本/製作総指揮
- 沈黙の掟 TRUE JUSTICE THE GHOST: BLOOD ALLEY (2012)　	脚本/製作総指揮
- 沈黙の牙 TRUE JUSTICE THE GHOST: VIOLENCE OF ACTION (2012)　	脚本/製作総指揮
- 沈黙の炎 TRUE JUSTICE THE GHOST: ANGEL OF DEATH (2012)　	脚本/製作総指揮
- 沈黙の刻 TRUE JUSTICE THE GHOST: DEAD DROP (2012)　監督/脚本/製作総指揮
- 沈黙の魂 TRUE JUSTICE THE GHOST: ONE SHOT - ONE LIFE (2012)　脚本/製作総指揮
- 沈黙の監獄 Maximum Conviction (2012) 監督
- 沈黙の処刑軍団 FORCE OF EXECUTION (2013) 監督
- 沈黙の制裁 Absolution (2015) 監督/脚本
- キリング・サラザール 沈黙の作戦 Killing Salazar (2016) 監督/脚本